# Stigmella aeneofasciella
Stigmella aeneofasciella là một loài bướm đêm thuộc họ Nepticulidae. Loài này có ở hầu hết châu Âu, except bán đảo Iberia và Balkan Peninsula và the Mediterranean Islands.
Sải cánh dài 4.4-5.5 mm. Con trưởng thành bay từ tháng 4 đến tháng 5 và again từ tháng 7 đến tháng 8. Có hai lứa trưởng thành một năm.
Ấu trùng ăn Agrimonia eupatoria, Fragaria vesca, Potentilla anserina, Potentilla erecta và Potentilla reptans. Chúng ăn lá nơi chúng làm tổ.